# Sint-Annakapel (Venray, Langeweg)

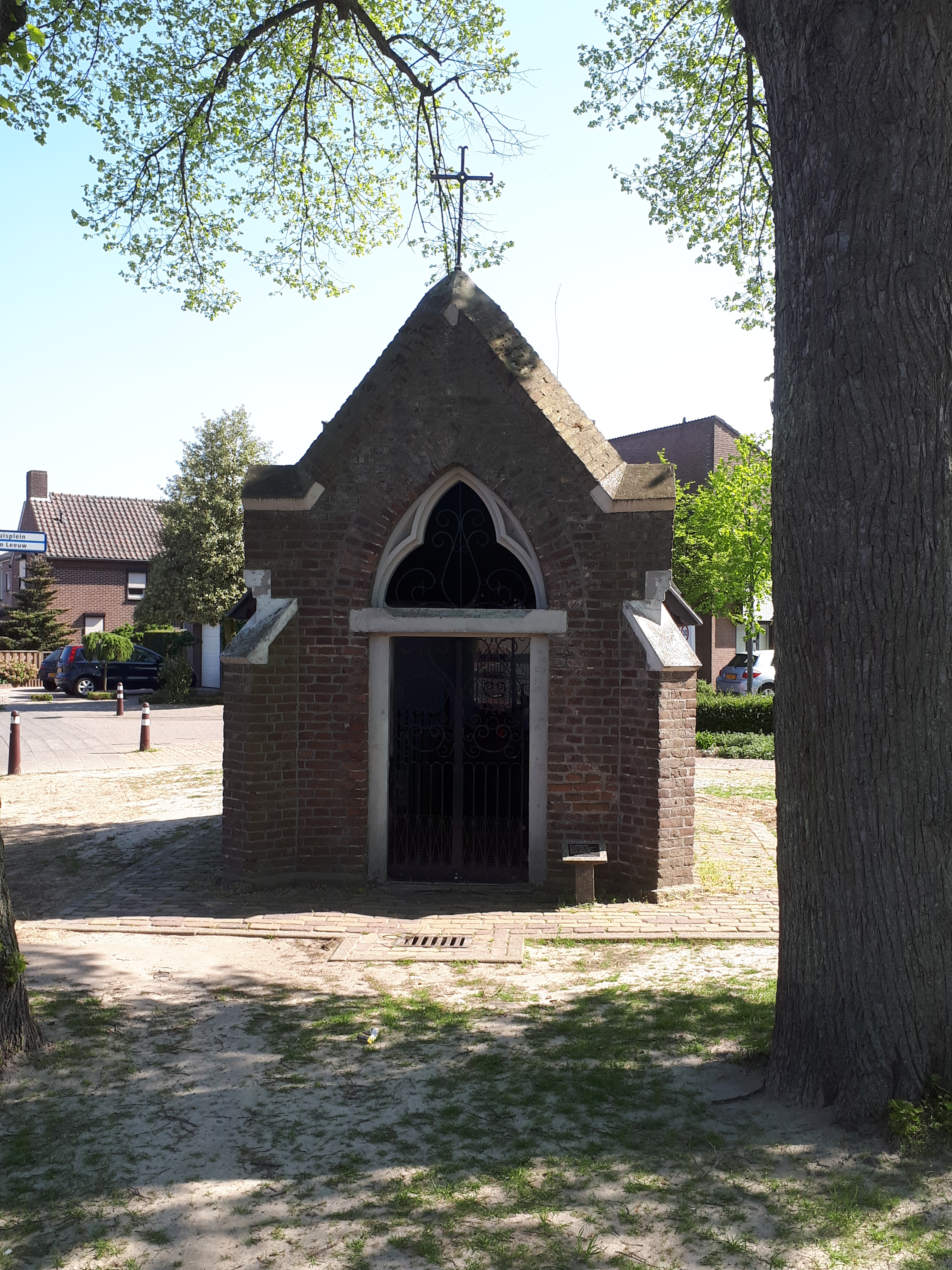
Sint-Annakapel

De Sint-Annakapel is een kapel aan de zuidwestrand van het centrum van Venray in de Nederlands Noord-Limburgse gemeente Venray. De kapel staat aan de Langeweg nabij de plaats waar de Kennedystraat op deze weg uitkomt. Voor de kapel staan twee monumentale lindes.
De kapel is gewijd aan Sint-Anna.

## Geschiedenis
In de 19e eeuw werd de kapel gebouwd, waarbij de basis van een oudere kapel gebruikt werd. De historische bronnen wordt de kapel voor het eerst genoemd in 1834.
In 1984 werd de kapel gerestaureerd.
In 2020 werd de kapel door de parochie voor een euro verkocht aan de gemeente, omdat de parochie te weinig middelen (geld en vrijwilligers) heeft. De gemeente laat de kapel onderhouden door de Stichting Kruisen en Kapellen in Venray.

## Bouwwerk
De bakstenen kapel is opgetrokken op een rechthoekig plattegrond met driezijdige koorsluiting. De frontgevel is een puntgevel met schouderstukken en erachter een zadeldak met leien. Op de top van de frontgevel is een smeedijzeren kruis aangebracht en op de hoek van de nok boven het koor staat een spitse piron. De ingang heeft een spitsboogvorm waarbij er in het bovenste deel van de opening een latei is geplaatst met erboven maaswerk met een grote drielob. Achter de drielob is sierhekwerk geplaatst. Onder de latei wordt de ingang eveneens afgesloten met sierhekwerk. Op de zes hoeken zijn er overhoekse steunberen aangebracht met bovenop iedere steunbeer een schuin geplaatste wit geschilderde steen.